# Si le grain ne meurt
Si le grain ne meurt est un récit autobiographique de l'écrivain français André Gide. Il décrit la vie de l'auteur depuis sa première enfance à Paris jusqu'à ses fiançailles avec sa cousine Madeleine Rondeaux (appelée ici Emmanuèle) en 1895. Le texte a fait l'objet de publications partielles hors commerce dès 1920-1921 ; en 1924 l'œuvre est publiée en intégralité en trois volumes, qui ne seront mis en vente qu'en 1926 ; en 1936 paraît l'édition définitive au tome X des Œuvres complètes.
Le livre se compose de deux parties. Dans la première, l'auteur raconte ses souvenirs d'enfance : ses précepteurs, sa fréquentation discontinue de l'École alsacienne, sa famille, son amitié avec Pierre Louÿs, la naissance de sa vénération pour sa cousine, ses premières tentatives d'écriture.
Dans la seconde partie, beaucoup plus courte, Gide retrace sa découverte du désir et de sa pédérastie lors d'un voyage en Algérie avec un jeune garçon, Ali.
Gide fait le récit de l'échec total de sa vie conjugale avec Madeleine dans un autre texte autobiographique, Et nunc manet in te. Écrit en 1938, peu après la mort de Madeleine, ce récit n'est publié qu'en 1951.

## Le titre
Si le grain ne meurt fait allusion aux versets de l'Évangile selon Jean :
« Si le grain de blé qui est tombé en terre ne meurt, il reste seul ; mais, s'il meurt, il porte beaucoup de fruit. Celui qui aime sa vie la perdra, et celui qui hait sa vie dans ce monde la conservera pour la vie éternelle. »
Jean 12, 24-25
Il exprime ainsi tout l'enjeu de la vie de Gide : « L'enfant obtus » qu'il reconnaît en lui-même, oppressé et paralysé par l'éducation puritaine et sévère de sa mère, doit mourir et céder la place au jeune homme épanoui, créatif et libre d'esprit.

## Les thèmes
Voici, dans l'ordre de l'apparence dans le livre, les thèmes dont parle Gide dans Si le grain ne meurt :

### Première partie
Chapitre I

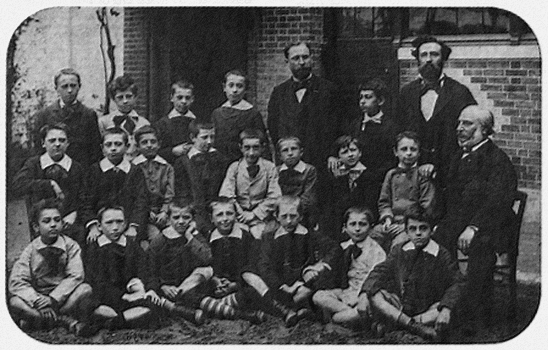
André Gide (1er rang, 2e à gauche, à l'École alsacienne vers 1878-1880.

- La première enfance à Paris : les « mauvaises habitudes », ses jeux, sa solitude. Marie, sa gouvernante.
- La relation avec son père.
- La famille de sa mère Juliette Rondeaux à Rouen et la description de sa généalogie maternelle.
- Le portrait d'Anna Shackleton, gouvernante, puis amie de sa mère.

Chapitre II
- La famille du père Paul Gide à Uzès, notamment le portrait de sa grand-mère.
- La religion (protestante) et la spiritualité. L'attitude austère des cévenols.
- La formation d'un premier imaginaire sexuel
- L'entrée difficile à l'École alsacienne

Chapitre III
- Le renvoi de l'École alsacienne pour « mauvaises habitudes »
- La propriété des Rondeaux à La Roque-Baignard
- Les plaisirs de la pêche
- La relation avec son cousin Albert Démarest
- Carnaval et bal masqué
- Pensionnat et bagarres
- La mort du père

Chapitre IV
- Les cousines de Rouen
- Le départ pour Montpellier auprès de son oncle Charles Gide
- L'importance de prendre un parti, concernant aussi le choix de la religion
- Déboires au lycée
- Début des maladies nerveuses, partiellement feintes

Chapitre V
- Adultère de la tante et naissance de son amour pour Emmanuèle (Madeleine Rondeaux)
- Les Schaudern (crises d'angoisse) : la mort du petit cousin Émile Widmer et le « Je ne suis pas pareil aux autres »
- Pensionnat chez M. Richard (en réalité M. Bauer)

Chapitre VI
- Décor du salon de l'appartement familial
- Formation culturelle et musicale : leçons de piano, théâtre, découverte de la littérature
- Amitié avec Armand Bavretel et Lionel à La Roque
- Découverte de la pauvreté

Chapitre VII
- Sentiment d'être « élu »
- Discussions sur l'éducation des enfants
- Craintes vis-à-vis des prostituées
- La bibliothèque paternelle : plaisirs de la lecture

Chapitre VIII
- La pension Keller
- Amour pour Emmanuèle
- Initiation religieuse et doutes de la foi
- Retour à l'École alsacienne, puis au lycée Henri-IV
- Amitié avec Pierre Louÿs
- Premières tentatives d'écriture

Chapitre IX
- Liaison hors mariage et enfant naturel du cousin Albert
- Peinture (Albert) et piano (André Gide)
- Rencontre fortuite avec Gauguin
- Débuts de l'écriture

Chapitre X
- L'art et la musique comme influences de la littérature
- Fréquentation de salons littéraires, entre autres celui de Mallarmé
- Courants littéraires contemporains
- Fin de l'enfance sombre
- Problématique de la vérité des mémoires

### Deuxième partie
Chapitre I 
- Premier voyage en Algérie
- Découverte de l'homosexualité
- Séparation de l'amour du plaisir
- Maladie (tuberculose)
- Pédérastie
- Exotisme

Chapitre II
- Rencontre avec Oscar Wilde
- Homosexualité : découverte définitive à Alger
- Fin de l'amitié avec Pierre Louÿs
- Redécouverte de la religion face à la déchéance du monde occidental
- Le sentiment de liberté à la mort de la mère
- Fiançailles avec Emmanuèle (Madeleine)

## Littérature
- André Gide : Si le grain ne meurt. Collection Folio. Paris : Gallimard, 1972.  (ISBN 2-07-036875-0)
- Jean-Michel Wittmann : Si le grain ne meurt d'André Gide. Essai et dossier. Collection Foliothèque. Paris : Gallimard, 2005.  (ISBN 2-07-030191-5)